# Raymond Plant
Raymond Plant, baron Plant de Highfield (né le 19 mars 1945) est un universitaire et pair travailliste britannique.

## Biographie
Lord Plant fait ses études à la Havelock School de Grimsby, au King's College de Londres (BA Philosophy, 1966) et à l'Université de Hull (PhD). Il est ensuite professeur de jurisprudence et de philosophie politique au King's College de Londres et est auparavant professeur de théologie au Gresham College ayant auparavant été maître du St Catherine's College d'Oxford de 1994 à 2000. Il est membre honoraire du Harris Manchester College d'Oxford. Avant de partir à Oxford, il est professeur de pensée politique européenne à l'Université de Southampton, et auparavant maître de conférences en philosophie à l'Université de Manchester.
Il est créé pair à vie le 24 juillet 1992 en prenant le titre de baron Plant de Highfield, de Weelsby dans le comté de Humberside. Il démissionne de la chambre des Lords le 28 février 2024.
Lord Plant est membre du Nuffield Council on Bioethics de 2004 à 2007. Chez les Lords, il est membre de la commission mixte des droits de l'homme et de la sous-commission du gouvernement et du droit de la commission des Communautés européennes. Il est l'auteur de plusieurs livres sur la philosophie politique et est également chanoine laïc à la cathédrale de Winchester .
Il est membre du Club Athenaeum.